# Hasarius workmani
Hasarius workmani är en spindelart som beskrevs av Tord Tamerlan Teodor Thorell 1892. Hasarius workmani ingår i släktet Hasarius och familjen hoppspindlar. Inga underarter finns listade i Catalogue of Life.